# 多和田眞
多和田 眞（たわだ まこと、1948年 - ）は、日本の経済学者。名古屋大学名誉教授。日本地域学会会長・日本応用経済学会会長を歴任。

## 人物・経歴
愛知県生まれ。愛知県立刈谷高等学校を経て、1971年名古屋市立大学経済学部卒業。1975年名古屋市立大学大学院経済学研究科修士課程修了、東京都立大学経済学部助手。
1978年名古屋市立大学大学院経済学研究科博士課程単位取得満期退学。1980年ニューサウスウェールズ大学大学院経済学研究科博士課程修了、経済学博士（理論経済学）。
1981年神戸商科大学（現兵庫県立大学）商経学部講師。1982年神戸商科大学商経学部助教授。1984年名古屋市立大学経済学部助教授。1985年ニューサウスウェールズ大学商学部招聘研究員。1991年名古屋市立大学経済学部教授。1994年フロリダ大学経済学部客員研究員。1995年ミュンヘン大学経済研究所招聘教授。1999年名古屋大学経済学部教授、日本経済学会理事。
2000年南京大学商学院招聘教授、大学入試センター入試問題作成委員。2002年経済学検定試験問題作成委員。2003年南京大学商学院客座教授。2007年公認会計士試験問題作成委員。2010年名古屋大学大学院経済学研究科研究科長・経済学部学部長、日本地域学会会長。2010年愛知県消費生活審議会会長、日本学術会議連携会員。2011年日本国際経済学会常任理事。
2012年名古屋大学大学院経済学研究科附属国際経済政策研究センターセンター長、日本応用経済学会会長。2013年名古屋大学名誉教授、愛知学院大学経済学部経済学科教授、Review of Development Economics Associate Editor、愛知県私立学校指導検査審査会会長。
2016年大学評価・学位授与機構国立大学教育研究評価委員会専門委員。2017年愛知学院大学大学院経済学研究科研究科長。2019年愛知学院大学経済学部経済学科客員教授。

## 門下生
- 小川健
- 沖本まどか
- 近藤健児
- 須賀宣仁
- 中村あずさ
- 平岩恵理子
- 松葉敬文
- 丸山佐和子

## 著書
- 『Production Structure and International Trade』 Springer-Verlag 1989年
- 『経済学講義』（編著）中央経済社 1991年
- 『現代経済理論とその応用』（近藤仁と共編著）中央経済社 1993年
- 『経済学の基礎』（尾崎雄一郎と共編著）中央経済社 1997年
- 『国際経済学』（近藤健児と共編著）創成社 1999年
- 『労働者管理企業と労働移動の経済学』（近藤健児, 松葉敬文と共編著）勁草書房 2002年
- 『経済学のエッセンス100』（近藤健児と共編著）中央経済社 2003年
- 『リスク、環境および経済』（池田三郎, 酒井泰弘と共編著）勁草書房 2004年
- 『東海地域の産業クラスターと金融構造: 躍進する名古屋経済の強さを探る』（家森信善と共編著）中央経済社 2005年
- 『コア・テキストミクロ経済学』新世社 2005年
- 『関西地域の産業クラスターと金融構造: 経済の活性化策を探る』（家森信善と共編著）中央経済社 2008年
- 『コンパクト国際経済学』新世社 2010年
- 『国際経済学の基礎「100項目」』（近藤健児と共編著）創成社 2011年
- 『国際貿易: モデル構築から応用へ』（柳瀬明彦と共著）名古屋大学出版会 2018年

## 受賞
- 日本地域学会論文賞 2001年[2]
- 日本地域学会著作賞 2003年[2]
- 日本地域学会著作賞 2005年[2]
- 日本国際経済学会小島清賞 2007年[2]
- 日本地域学会功績賞 2011年[2]
- International Economics and Finance Society Japan Special Award 2013年[2]
- 日本地域学会著作賞 2016年[2]